# Lance Lynn
Pour les articles homonymes, voir Lynn.
Michael Lance Lynn (né le 12 mai 1987  dans le comté de Marion, Indiana, États-Unis) est un lanceur droitier des Cardinals de Saint-Louis de la Ligue majeure de baseball.
Membre de l'équipe des Cardinals championne de la Série mondiale 2011 et joueur invité au match des étoiles 2012, Lance Lynn subit en novembre 2015 une opération au bras qui doit le garder à l'écart du jeu jusqu'en 2017.

## Carrière
Joueur de l'Université du Mississippi à Oxford, Lance Lynn est l'un des deux choix de première ronde des Cardinals de Saint-Louis en 2008. Sélection obtenue par les Cardinals pour la compensation de la perte de Troy Percival, un agent libre ayant signé avec Tampa Bay, Lynn est le 39e joueur repêché cette année-là et le second choix de premier tour de Saint-Louis après Brett Wallace. Lynn est dès lors considéré, notamment par le respecté magazine Baseball America, comme l'une des étoiles montantes évoluant en ligues mineures pour les Cardinals,. 

### Cardinals de Saint - Louis

#### Saison 2011
Le lanceur partant droitier fait ses débuts dans le baseball majeur pour Saint-Louis le 2 juin 2011, mais est crédité de la défaite dans le revers de 12-7 des Cardinals devant les Giants de San Francisco. Il remporte sa première victoire à son départ suivant le 9 juin contre les Astros de Houston. Il est par la suite assigné à l'enclos de relève et effectue 16 sorties. En 18 matchs et 34 manches et deux tiers lancés en 2011, sa moyenne de points mérités est de 3,12 avec une victoire, une défaite et un premier sauvetage en carrière, réussi le 5 août dans un gain sur les Marlins de la Floride. À cette première saison au plus haut niveau, Lynn célèbre une victoire en Série mondiale 2011 avec les Cardinals. Il apparaît dans 10 parties de séries éliminatoires, chaque fois comme releveur : cinq en Série de championnat de la Ligue nationale contre Milwaukee et cinq en grande finale contre Texas. Il est crédité de la victoire dans le 2e match de la finale de la Nationale et le 3e match de la Série mondiale.

#### Saison 2012
En 2012, il remporte un sommet personnel de 18 victoires, le plus haut total chez les Cardinals cette année-là. En 176 manches lancées pour sa première saison entière, sa moyenne de points mérités se chiffre à 3,78. Perdant de 7 matchs, il amorce 29 rencontres et ajoute 6 présences en relève. À la mi-saison, Lynn est invité au match des étoiles.

#### Saison 2013
En 2013, il remporte 15 matchs contre 10 défaites et franchit les 200 manches lancées pour la première fois de sa carrière. Sa moyenne de points mérités est toutefois sa plus élevée jusque-là : 3,97 en 33 départs et 201 manches et deux tiers lancées. Ses 198 retraits sur des prises sont un record personnel. Gagnant de deux matchs sur les Dodgers de Los Angeles en Série de championnat, il est le lanceur perdant du 4e match de la Série mondiale 2013, enlevée par les Red Sox de Boston sur les Cardinals. Lynn effectue aussi une présence en relève lors du 6e et dernier match de la finale.

#### Saison 2014
Il enchaîne deux excellentes saisons et abaisse considérablement sa moyenne de points mérités. Celle-ci se chiffre à 2,74 en 33 départs et 203 manches et deux tiers lancées en 2014, alors qu'il remporte 15 victoires contre 10 défaites, fiche identique à celle de la saison précédente.

#### Saison 2015
En 175 manches et un tiers lancé lors de 31 départs en 2015, Lynn maintient une moyenne de 3,03 points mérités accordés par partie, mais joue de malchance avec une fiche de 12 victoires contre 11 défaites.

#### Saison 2016
L'un des 16 lanceurs du baseball majeur à avoir lancé au moins 175 manches chaque année de 2012 à 2015, Lance Lynn subit une opération Tommy John au coude droit le 10 novembre 2015, ce qui annonce son absence du jeu en 2016 et une convalescence jusqu'en 2017.

### Retour à Saint Louis
Lance Lynn signe un contrat d'un an avec les Cardinals de Saint-Louis